# Jenny Seagrove
Jenny Seagrove est une actrice britannique née le 4 juillet 1957 à Kuala Lumpur (Malaisie).

## Biographie
Elle est connue dans le rôle de la démoniaque Camilla dans La Nurse.

## Filmographie
- 1982 : A Shocking Accident : Sally
- 1982 : The Brack Report (série télévisée) : Angela Brack
- 1982 : The Woman in White (feuilleton TV) : Laura Fairlie
- 1982 : Moonlighting : Anna
- 1983 : A Woman of Substance (feuilleton TV) : Young Emma Harte
- 1983 : Local Hero : Marina
- 1983 : Les Pirates de l'île sauvage (Nate and Hayes) : Sophie
- 1984 : Diana (feuilleton TV) : Diana Gayelorde-Sutton
- 1985 : In Like Flynn (téléfilm) : Terri McLane
- 1985 : L'espace d'une vie (téléfilm en 3 parties) : Emma HARTE jeune
- 1986 : Hold the Dream (série télévisée) (en) : Paula Fairley
- 1987 : The Return Of Sherlock Holmes:The Sign Of Four (téléfilm) : Mary Morstan
- 1988 : A Chorus of Disapproval : Fay Hubbard
- 1988 : Rendez-vous avec la mort : (Appointment with Death) de Michael Winner Dr Sarah King
- 1989 : Magic Moments (téléfilm) : Melanie James
- 1989 : I Promessi sposi (feuilleton TV) : The Noble Lady in Monza
- 1990 : La Nurse (The Gardian) : Camilla
- 1990 : Bullseye! : Health Club Receptionist and Girl with John Cleese
- 1991 : Incident at Victoria Falls (téléfilm) : Lillie Langtry
- 1991 : Deadly Game (téléfilm) : Lucy
- 1991 : Some Other Spring (téléfilm) : Helen
- 1992 : Miss Beatty's Children : Jane Beatty
- 1999 : Don't Go Breaking My Heart (Amour sous influence) : Suzanne Brody
- 2001-2007 : Judge John Deed (série télévisée) : Jo Mills
- 2001 : Zoe : Cecilia
- 2009 : The point of vanishing (série télévisée) : Mrs Rattenbury